# Genus (språkvetenskap)
Genus är inom språkvetenskapen en indelning av ett språks substantiv och pronomen i olika klasser med utgångspunkt från deras inverkan på böjningen av artiklar, adjektiv och verb. Exempelvis ett rött hus, en solig dag.
Bland västerländska språk är det vanligast att substantiven indelas i maskulinum, femininum, neutrum, reale, genus med semantisk koppling eller inget genus alls. På senare år har de tre genusgrupperna maskulinum, femininum och reale kommit att sammanfattas under namnet utrum.
Andra sätt för indelning av orden är mänskligt kontra omänskligt eller levande kontra dött. När ett språk har fler än tre indelningar brukar man inte kalla dessa för genus utan för nominalklasser. Vanliga indelningar är form, storlek, ätlighet och social status. Dessa genussystem är i regel mycket rika och klasser för allt möjligt kan förekomma. I exempelvis tucano-språk finns en nominalklass för ”bark som inte sitter fast direkt på ett träd”. Under denna klass faller även "säckiga byxor" samt "bitar av plywood som blivit så fuktiga att lagren luckrats upp." Språk med denna typ av klassystem återfinns bland annat i nordöstkaukasiska språk och bantuspråk.
Epikoinon, även epicoenum (-senum; av gr. ἐπίκοινος (-ον) epíkoinos (-on)), är ord som kan vara både maskulinum och femininum, till exempel lärjunge, elev, person.

## Grammatikaliskt genus
- Maskulinum, ein Tisch – der Tisch, tyska
- Femininum, una mesa – la mesa, spanska
- Reale, realgenus, utrum, en bok – boken, en stol – stolen, svenska
- Neutrum, ett bord – bordet, svenska

### Indoeuropeiska språk
Fram till början av 1900-talet ansåg man att det urindoeuropeiska urspråket hade tre genus: maskulinum, femininum och neutrum. Senare fynd har visat att exempelvis luviska istället gjorde en distinktion mellan animata (levande) och inanimata (icke-levande) substantiv. De animata substantiven anses senare ha delats upp i maskulinum och femininum, medan de inanimata substantiven blivit neutrum. Ett exempel på denna förändring av indelning är klassisk grekiska där maskulina och feminina substantiv har olika ändelser. Här kan dock substantiv av både maskulina och feminina genus sluta på samma ändelse, exempelvis -ος, vilket därför antyder att ändelsen härstammar från en tid innan man började dela upp animata substantiv i maskulina och feminina. Ett sådant substantiv är det för människa, ἄνθρωπος.
Klassiskt latin har tre genus, men fynd antyder att neutrum i talspråket kom att mer och mer böjas i maskulinum. Denna process där neutrum blir till maskulinum har fullföljts i flera moderna romanska språk. Franska och spanska har endast maskulinum och femininum. Rumänska har dock kvar neutrum.
I den germanska språkfamiljen finns en stor kontrast mellan tyska som har tre genus (maskulinum, femininum och neutrum) och engelska som saknar genus helt (en avveckling har skett).

#### Svenska
I standardsvenska har skillnaden mellan maskulina och feminina ord i praktiken upphävts och pronomina han och hon ersatts av ett enda pronomen, den. Genusgruppen utrum har därmed kommit att jämställas med realgenus, vilken även benämns reale.
I fornnordiska användes maskulinum, femininum och neutrum. I modern standardsvenska har maskulinum och femininum smält samman till en ny kategori, reale eller utrum. Reale kallas i svenska grammatikor ibland för n-genus, bland annat på grund av att suffixet för bestämd form är -(e)n (saken). Neutrum kallas då för t-genus, eftersom suffixet för bestämd form är -(e)t (tinget). Standardsvenskan får därmed, i praktiken, endast två grammatiska genus, reale och neutrum.
Spår från äldre svenska lever dock kvar, exempelvis omtalas "klockan" och "människan" som hon. I äldre bibelöversättningar kallas sanningen för hon och nattvarden för han. Även i många svenska dialekter upprätthålls en distinktion mellan maskulinum och femininum. Värmländska är ett exempel på detta med sin särskilda böjning av feminina substantiv, exempelvis e tös – tösa.
I standardsvenska kategoriseras de flesta substantiven, cirka tre fjärdedelar, som reale  och även lånord faller för det mesta under denna kategori, exempelvis "en byrå", "en toalett".
Grammatiskt genus kan även i viss mån vara betydelsebärande då utrum anger att person åsyftas medan neutrum har en ospecifik syftning: "Fann du någon?" mot "Fann du något?".

### Övriga språk
Utöver indoeuropeiska språk finns distinktionen maskulint och/eller feminint genus bland annat i följande språkfamiljer: afro-asiatiska, dravidiska, nordöstkaukasiska och australiska aboriginspråk. I altaiska, austronesiska, sino-tibetanska och uraliska språkfamiljer är denna typ av genusdistinktion inte lika vanlig.
Ett språk som helt saknar genus är turkiska medan finska och ungerska har olika pronomen för mänskligt och icke-mänskligt genus.
Hur många genus ett språk kan ha är svårt att redogöra för, men har ett språk fler än fyra är det sannolikt att det handlar om ett icke könsbundet genussystem där indelningen beror på semantiken.

### Icke könsbundna genusformer
I många asiatiska och amerikanska språk grupperas alla substantiv efter vilket mått man mäter dem med. På svenska används till exempel måttet "man" för att mäta storleken på trupper eller stora objekt: "en styrka på tusen man", "tre man hög". Måttet "kopp" används på motsvarande vis för att mäta ingredienser vid matlagning.
Det finns språk med sex sådana klasser. Sådana klassystem betraktas ömsom som system inom kategorin genus, och ömsom som system inom en egen kategori, som saknas i svenskan. Den brukar kallas klass eller sort och styr liksom "vanligt" genus val av artiklar och pronomen. Gränsen mellan genusbegreppet och klassbegreppet är vag, men en vanlig uppfattning är att termen genus bör reserveras för system där kategorierna helt eller delvis saknar semantisk förankring.
I afar, ett afro-asiatiskt språk, markeras subjektets semantiska genus på verbet och refererar därmed till subjektets kön.
Yuchi, ett isolatspråk som talas i sydöstra USA, har tio genus varav sex endast används av och om yuchistammens medlemmar. Den genusmarkering man väljer är beroende av könstillhörighet och släktskap hos talare och åhörare. Vidare används tre genus för inanimater och ett genus för både djur och icke-yuchier.
Hopiindianernas språk, ett amirindspråk, har förutom kategorierna animat och inanimat genus, ett vegetativt genus i vilken bland annat växter indelas. Andra ovanliga kategorier för semantiskt genus återfinns i bland annat aboriginspråk såsom i dyirbal. Där finns en kategori för animata objekt och män, en annan för kvinnor, vatten, eld och våld, en tredje för ätbara frukter och grönsaker och en fjärde för övrigt.

## Semantiskt genus
Ibland använder svenska språkvetare termen sexus eller semantiskt genus för det biologiska eller tillskrivna könet, som kan hänga mer eller mindre fast samman med ett ord, och styra valet av pronomen. Sexus för ordet "skådespelerska" är då feminint. Sexus för icke-biologiska objekt kan kallas inanimatum.

### Indoeuropeiska språk
Även engelskan indelar semantiskt genus på detta sätt med de personliga pronomen i tredje person, he, she och it, men saknar som redan nämnts grammatiskt genus.
Vad gäller substantiv i många romanska språk, till exempel franska och spanska, görs en distinktion mellan maskulinum och femininum. Exempelvis är en manlig lärare profesor och en kvinnlig lärare profesora (spanska). Det finns dock undantag, så kallade epicoena ord, som är könsneutrala, exempelvis estudiante som används för både manliga och kvinnliga studenter. I vissa språk, exempelvis iriska, förekommer substantiv som semantiska förutsätts tillhöra ett visst kön, men grammatiskt behandlas som det motsatta, exempelvis cailín, flicka (maskulinum) och stail, hingst (femininum). De tyska orden Mädchen = flicka och Fräulein = fröken betecknar varelser av honkön, men är grammatiskt neutrum.
Dessutom väger maskulinum tyngre än femininum i många romanska språk. I franska benämns till exempel en grupp bestående av tusen kvinnor och en man som ils, de (3 pers. plur. mask.), trots att majoriteten är kvinnor.

#### Svenska
Semantiskt genus omfattar tre genus: maskulinum, femininum och inanimatum. Maskulinum och femininum tillhör kategorin animatum då dessa substantiv räknas som levande. Ursprungligen bygger indelningen maskulinum/femininum på könstillhörighet hos referenten, något som sedermera successivt verkar avvecklas. Idag kan exempelvis skådespelare hänvisa till både en manlig och en kvinnlig teatral utövare (då skådespelerska). När det gäller semantiskt genus är det talarens attityd till referenten som avgör valet av animatum och inanimatum. Valet kan exempelvis göras mellan att tala om hunden Fido som han (animatum), eller den (inanimatum). Här måste talaren dock även ta hänsyn till grammatiskt genus och välja mellan utrum och neutrum för att beteckna hunden.
I svenska kan användandet av könsneutrala pronomen vara problematiskt eftersom en distinktion mellan maskulina och feminina pronomen måste göras. För att slippa välja kön så förekommer bland annat följande lösningar (främst i skriven form): han eller hon, han/hon, den, h?n eller h*n. Sedan 1966 har ett nyskapat könsneutralt pronomen "hen" föreslagits för svenskan, och efter millennieskiftet vunnit viss mark, men också blivit föremål för debatt.

### Övriga
I finska, som saknar grammatiskt genus, används det könsneutrala hän oavsett kön. Detta gäller även för turkiska (o oavsett kön).
Finskan indelar sitt semantiska genus efter animacitet, i animater och inanimater. I högspråklig finska används hän om alla mänskliga varelser och se om djur och inanimater. Exempelvis talar man på finska om hunden Fido som den, ("se"), oavsett om man anser Fido vara en familjemedlem eller inte.